# Einband-Europameisterschaft 1996

Logo CEB (ausrichtender Verband)

Die Einband-Europameisterschaft 1996 war das 43. Turnier in dieser Disziplin des Karambolagebillards und fand vom 13. bis zum 17. März 1996 in Wijchen statt. Es war die 13. Einband-Europameisterschaft in den Niederlanden.

## Geschichte
Die Einband-EM 1996, die wieder im Satzsystem gespielt wurde, endete mit dem überraschenden Sieg des Österreichers Stephan Horvath. Im Finale gewann er gegen den amtierenden Weltmeister Jos Bongers in einem hart umkämpften Match mit 2:1 Sätzen. Da der dritte Platz erstmals nicht ausgespielt wurde, belegten Peter de Backer und Jean Paul de Bruijn gemeinsam diesen Platz. Die beiden Ex-Europameister Fonsy Grethen und Wolfgang Zenkner scheiterten im Viertelfinale. Martin Horn verlor ebenfalls im Viertelfinale gegen den späteren Sieger extrem knapp im dritten Satz mit 74:75.

## Turniermodus
Gespielt wurde eine Vor-Qualifikation mit 12 Gruppen à 3 bzw. 2 Spieler, wovon sich die 12 Gruppensieger und für die Haupt-Qualifikation qualifizierten. Dann wurde eine Haupt-Qualifikation mit 9 Gruppen à 3 (einmal 2) Teilnehmer gebildet, wovon sich 10 Teilnehmer für das Hauptturnier qualifizieren konnten. Beide Qualifikationen wurden im Satzsystem bis 50 Punkte gespielt. Aus der Haupt-Qualifikation kamen 10 Spieler in das Hauptturnier, wo sie auf 6 gesetzte Spieler trafen, hier wurden 4 Gruppen à 4 Spieler gebildet. Ab jetzt wurde bis 75 Punkte pro Satz gespielt. Die Gruppenersten und die Gruppenzweiten spielten im KO-System den Sieger aus. Der dritte Platz wurde nicht mehr ausgespielt. Damit gab es zwei Drittplatzierte
Bei MP-Gleichstand wird in folgender Reihenfolge gewertet:
1. MP = Matchpunkte
2. SP = Satzpunkte
3. GD = Generaldurchschnitt
4. HS = Höchstserie

## Qualifikation

### Vor-Qualifikation
| MP    | Match Points (Sieger = 2; Unentschieden = 1; Verlierer = 0) |
| Pkte. | Erzielte Karambolagen                                       |
| Aufn. | Benötigte Versuche                                          |
| GD    | Generaldurchschnitt                                         |
| BED   | Bester Einzeldurchschnitt eines Spielers                    |
| HS    | Höchstserie                                                 |
|       | Bester GD des Turniers                                      |
|       | Bester ED des Turniers                                      |
|       | Beste HS des Turniers                                       |
|       | 1. Platz (Gold)                                             |
|       | 2. Platz (Silber)                                           |
|       | 3. Platz (Bronze)                                           |

| Abschlusstabelle Gruppe A | Abschlusstabelle Gruppe A | Abschlusstabelle Gruppe A | Abschlusstabelle Gruppe A | Abschlusstabelle Gruppe A | Abschlusstabelle Gruppe A | Abschlusstabelle Gruppe A | Abschlusstabelle Gruppe A | Abschlusstabelle Gruppe A |
| Platz                     | Name                      | MP                        | SP                        | Pkte                      | Aufn.                     | GD                        | BED                       | HS                        |
| ------------------------- | ------------------------- | ------------------------- | ------------------------- | ------------------------- | ------------------------- | ------------------------- | ------------------------- | ------------------------- |
| 1                         | Xavier Gretillat          | 4:0                       | 8:2                       | 249                       | 54                        | 4,61                      | 6,25                      | 29                        |
| 2                         | Axel Büscher              | 2:2                       | 6:6                       | 270                       | 66                        | 4,09                      | 5,32                      | 21                        |
| 3                         | Paul Haenen               | 0:4                       | 2:8                       | 166                       | 42                        | 3,95                      | –                         | 25                        |

| Abschlusstabelle Gruppe B | Abschlusstabelle Gruppe B | Abschlusstabelle Gruppe B | Abschlusstabelle Gruppe B | Abschlusstabelle Gruppe B | Abschlusstabelle Gruppe B | Abschlusstabelle Gruppe B | Abschlusstabelle Gruppe B | Abschlusstabelle Gruppe B |
| Platz                     | Name                      | MP                        | SP                        | Pkte                      | Aufn.                     | GD                        | BED                       | HS                        |
| ------------------------- | ------------------------- | ------------------------- | ------------------------- | ------------------------- | ------------------------- | ------------------------- | ------------------------- | ------------------------- |
| 1                         | Uwe van den Berg          | 2:2                       | 4:4                       | 161                       | 26                        | 6,19                      | 8,33                      | 40                        |
| 2                         | Hermann Kleinpennig       | 2:2                       | 4:4                       | 149                       | 37                        | 4,02                      | 6,66                      | 30                        |
| 3                         | Ad Klijn                  | 2:2                       | 4:4                       | 128                       | 34                        | 3,76                      | 4,34                      | 24                        |

| Abschlusstabelle Gruppe C | Abschlusstabelle Gruppe C | Abschlusstabelle Gruppe C | Abschlusstabelle Gruppe C | Abschlusstabelle Gruppe C | Abschlusstabelle Gruppe C | Abschlusstabelle Gruppe C | Abschlusstabelle Gruppe C | Abschlusstabelle Gruppe C |
| Platz                     | Name                      | MP                        | SP                        | Pkte                      | Aufn.                     | GD                        | BED                       | HS                        |
| ------------------------- | ------------------------- | ------------------------- | ------------------------- | ------------------------- | ------------------------- | ------------------------- | ------------------------- | ------------------------- |
| 1                         | Francisco Fortiana        | 4:0                       | 8:2                       | 234                       | 36                        | 6,50                      | 6,70                      | 33                        |
| 2                         | Jaap Peereboom            | 2:2                       | 4:4                       | 151                       | 45                        | 3,35                      | 3,33                      | 22                        |
| 3                         | Thomas Neumann            | 0:4                       | 2:8                       | 134                       | 48                        | 2,79                      | –                         | 24                        |

| Abschlusstabelle Gruppe D | Abschlusstabelle Gruppe D | Abschlusstabelle Gruppe D | Abschlusstabelle Gruppe D | Abschlusstabelle Gruppe D | Abschlusstabelle Gruppe D | Abschlusstabelle Gruppe D | Abschlusstabelle Gruppe D | Abschlusstabelle Gruppe D |
| Platz                     | Name                      | MP                        | SP                        | Pkte                      | Aufn.                     | GD                        | BED                       | HS                        |
| ------------------------- | ------------------------- | ------------------------- | ------------------------- | ------------------------- | ------------------------- | ------------------------- | ------------------------- | ------------------------- |
| 1                         | Markus Dömer              | 4:0                       | 8:2                       | 231                       | 70                        | 3,30                      | 3,33                      | 21                        |
| 2                         | Rini Mergens              | 2:2                       | 6:6                       | 233                       | 93                        | 2,50                      | 2,25                      | 16                        |
| 3                         | Karl Kleedorfer           | 0:4                       | 2:8                       | 142                       | 82                        | 1,73                      | –                         | 12                        |

| Abschlusstabelle Gruppe E | Abschlusstabelle Gruppe E | Abschlusstabelle Gruppe E | Abschlusstabelle Gruppe E | Abschlusstabelle Gruppe E | Abschlusstabelle Gruppe E | Abschlusstabelle Gruppe E | Abschlusstabelle Gruppe E | Abschlusstabelle Gruppe E |
| Platz                     | Name                      | MP                        | SP                        | Pkte                      | Aufn.                     | GD                        | BED                       | HS                        |
| ------------------------- | ------------------------- | ------------------------- | ------------------------- | ------------------------- | ------------------------- | ------------------------- | ------------------------- | ------------------------- |
| 1                         | Francis Forton            | 4:0                       | 8:0                       | 200                       | 27                        | 7,40                      | 10,00                     | 29                        |
| 2                         | Freek Ottenhof            | 0:4                       | 0:8                       | 82                        | 25                        | 3,28                      | –                         | 15                        |

| Abschlusstabelle Gruppe F | Abschlusstabelle Gruppe F | Abschlusstabelle Gruppe F | Abschlusstabelle Gruppe F | Abschlusstabelle Gruppe F | Abschlusstabelle Gruppe F | Abschlusstabelle Gruppe F | Abschlusstabelle Gruppe F | Abschlusstabelle Gruppe F |
| Platz                     | Name                      | MP                        | SP                        | Pkte                      | Aufn.                     | GD                        | BED                       | HS                        |
| ------------------------- | ------------------------- | ------------------------- | ------------------------- | ------------------------- | ------------------------- | ------------------------- | ------------------------- | ------------------------- |
| 1                         | Gerrit de Boer            | 4:0                       | 8:4                       | 259                       | 48                        | 5,39                      | 5,77                      | 35                        |
| 2                         | Ferdinand Polman          | 2:2                       | 6:4                       | 217                       | 25                        | 8,68                      | 25,00                     | 45                        |
| 3                         | Jean-Paul Descobert       | 0:4                       | 2:8                       | 87                        | 29                        | 3,00                      | –                         | 11                        |

| Abschlusstabelle Gruppe G | Abschlusstabelle Gruppe G | Abschlusstabelle Gruppe G | Abschlusstabelle Gruppe G | Abschlusstabelle Gruppe G | Abschlusstabelle Gruppe G | Abschlusstabelle Gruppe G | Abschlusstabelle Gruppe G | Abschlusstabelle Gruppe G |
| Platz                     | Name                      | MP                        | SP                        | Pkte                      | Aufn.                     | GD                        | BED                       | HS                        |
| ------------------------- | ------------------------- | ------------------------- | ------------------------- | ------------------------- | ------------------------- | ------------------------- | ------------------------- | ------------------------- |
| 1                         | Jos Bongers               | 4:0                       | 8:0                       | 200                       | 25                        | 8,00                      | 9,09                      | 40                        |
| 2                         | Dieter Großjung           | 2:2                       | 4:4                       | 127                       | 26                        | 4,88                      | 6,75                      | 27                        |
| 3                         | Hans Walraven             | 0:4                       | 0:8                       | 57                        | 28                        | 2,03                      | –                         | 11                        |

| Abschlusstabelle Gruppe H | Abschlusstabelle Gruppe H | Abschlusstabelle Gruppe H | Abschlusstabelle Gruppe H | Abschlusstabelle Gruppe H | Abschlusstabelle Gruppe H | Abschlusstabelle Gruppe H | Abschlusstabelle Gruppe H | Abschlusstabelle Gruppe H |
| Platz                     | Name                      | MP                        | SP                        | Pkte                      | Aufn.                     | GD                        | BED                       | HS                        |
| ------------------------- | ------------------------- | ------------------------- | ------------------------- | ------------------------- | ------------------------- | ------------------------- | ------------------------- | ------------------------- |
| 1                         | Freddie ter Braak         | 2:2                       | 4:4                       | 157                       | 50                        | 3,14                      | 6,25                      | 27                        |
| 2                         | Dimitros Dolaptsis        | 2:2                       | 4:4                       | 181                       | 77                        | 2,35                      | 2,85                      | 15                        |
| 3                         | Dennis Timmers            | 2:2                       | 4:4                       | 131                       | 58                        | 2,25                      | 2,32                      | 10                        |

| Abschlusstabelle Gruppe I | Abschlusstabelle Gruppe I | Abschlusstabelle Gruppe I | Abschlusstabelle Gruppe I | Abschlusstabelle Gruppe I | Abschlusstabelle Gruppe I | Abschlusstabelle Gruppe I | Abschlusstabelle Gruppe I | Abschlusstabelle Gruppe I |
| Platz                     | Name                      | MP                        | SP                        | Pkte                      | Aufn.                     | GD                        | BED                       | HS                        |
| ------------------------- | ------------------------- | ------------------------- | ------------------------- | ------------------------- | ------------------------- | ------------------------- | ------------------------- | ------------------------- |
| 1                         | Javier Arenaza            | 4:0                       | 8:2                       | 238                       | 51                        | 4,66                      | 4,76                      | 38                        |
| 2                         | Lion de Leeuw             | 2:2                       | 6:4                       | 240                       | 59                        | 4,06                      | 3,33                      | 30                        |
| 3                         | Wiel van Gemert           | 0:4                       | 0:8                       | 151                       | 49                        | 3,08                      | –                         | 16                        |

| Abschlusstabelle Gruppe J | Abschlusstabelle Gruppe J | Abschlusstabelle Gruppe J | Abschlusstabelle Gruppe J | Abschlusstabelle Gruppe J | Abschlusstabelle Gruppe J | Abschlusstabelle Gruppe J | Abschlusstabelle Gruppe J | Abschlusstabelle Gruppe J |
| Platz                     | Name                      | MP                        | SP                        | Pkte                      | Aufn.                     | GD                        | BED                       | HS                        |
| ------------------------- | ------------------------- | ------------------------- | ------------------------- | ------------------------- | ------------------------- | ------------------------- | ------------------------- | ------------------------- |
| 1                         | Peter Volleberg           | 2:2                       | 4:4                       | 148                       | 31                        | 4,77                      | 6,66                      | 30                        |
| 2                         | Armin Grimm               | 2:2                       | 4:4                       | 138                       | 31                        | 4,45                      | 5,88                      | 34                        |

| Abschlusstabelle Gruppe K | Abschlusstabelle Gruppe K | Abschlusstabelle Gruppe K | Abschlusstabelle Gruppe K | Abschlusstabelle Gruppe K | Abschlusstabelle Gruppe K | Abschlusstabelle Gruppe K | Abschlusstabelle Gruppe K | Abschlusstabelle Gruppe K |
| Platz                     | Name                      | MP                        | SP                        | Pkte                      | Aufn.                     | GD                        | BED                       | HS                        |
| ------------------------- | ------------------------- | ------------------------- | ------------------------- | ------------------------- | ------------------------- | ------------------------- | ------------------------- | ------------------------- |
| 1                         | Frans Verstappen          | 4:0                       | 8:0                       | 200                       | 33                        | 6,06                      | 7,69                      | 34                        |
| 2                         | Antonio Oddo              | 0:4                       | 0:8                       | 105                       | 31                        | 3,38                      | –                         | 23                        |

| Abschlusstabelle Gruppe L | Abschlusstabelle Gruppe L | Abschlusstabelle Gruppe L | Abschlusstabelle Gruppe L | Abschlusstabelle Gruppe L | Abschlusstabelle Gruppe L | Abschlusstabelle Gruppe L | Abschlusstabelle Gruppe L | Abschlusstabelle Gruppe L |
| Platz                     | Name                      | MP                        | SP                        | Pkte                      | Aufn.                     | GD                        | BED                       | HS                        |
| ------------------------- | ------------------------- | ------------------------- | ------------------------- | ------------------------- | ------------------------- | ------------------------- | ------------------------- | ------------------------- |
| 1                         | Patrick Niessen           | 4:0                       | 8:0                       | 200                       | 25                        | 8,00                      | 11,11                     | 31                        |
| 2                         | Hans Klok                 | 0:4                       | 0:8                       | 80                        | 23                        | 3,47                      | –                         | 33                        |

### Haupt-Qualifikation
| Abschlusstabelle Gruppe A | Abschlusstabelle Gruppe A | Abschlusstabelle Gruppe A | Abschlusstabelle Gruppe A | Abschlusstabelle Gruppe A | Abschlusstabelle Gruppe A | Abschlusstabelle Gruppe A | Abschlusstabelle Gruppe A | Abschlusstabelle Gruppe A |
| Platz                     | Name                      | MP                        | SP                        | Pkte                      | Aufn.                     | GD                        | BED                       | HS                        |
| ------------------------- | ------------------------- | ------------------------- | ------------------------- | ------------------------- | ------------------------- | ------------------------- | ------------------------- | ------------------------- |
| 1                         | Peter de Backer           | 4:0                       | 8:2                       | 219                       | 40                        | 5,47                      | 7,43                      | 26                        |
| 2                         | Uwe van den Berg          | 2:2                       | 6:4                       | 179                       | 26                        | 6,88                      | 10,00                     | 29                        |
| 3                         | Gerrit de Boer            | 0:4                       | 0:8                       | 120                       | 32                        | 3,75                      | –                         | 25                        |

| Abschlusstabelle Gruppe B | Abschlusstabelle Gruppe B | Abschlusstabelle Gruppe B | Abschlusstabelle Gruppe B | Abschlusstabelle Gruppe B | Abschlusstabelle Gruppe B | Abschlusstabelle Gruppe B | Abschlusstabelle Gruppe B | Abschlusstabelle Gruppe B |
| Platz                     | Name                      | MP                        | SP                        | Pkte                      | Aufn.                     | GD                        | BED                       | HS                        |
| ------------------------- | ------------------------- | ------------------------- | ------------------------- | ------------------------- | ------------------------- | ------------------------- | ------------------------- | ------------------------- |
| 1                         | Fonsy Grethen             | 4:0                       | 8:0                       | 200                       | 19                        | 10,52                     | 11,11                     | 41                        |
| 2                         | Peter Volleberg           | 2:2                       | 4:4                       | 143                       | 30                        | 4,76                      | 4,76                      | 23                        |
| 3                         | Markus Dömer              | 0:4                       | 0:8                       | 97                        | 28                        | 3,46                      | –                         | 15                        |

| Abschlusstabelle Gruppe C | Abschlusstabelle Gruppe C | Abschlusstabelle Gruppe C | Abschlusstabelle Gruppe C | Abschlusstabelle Gruppe C | Abschlusstabelle Gruppe C | Abschlusstabelle Gruppe C | Abschlusstabelle Gruppe C | Abschlusstabelle Gruppe C |
| Platz                     | Name                      | MP                        | SP                        | Pkte                      | Aufn.                     | GD                        | BED                       | HS                        |
| ------------------------- | ------------------------- | ------------------------- | ------------------------- | ------------------------- | ------------------------- | ------------------------- | ------------------------- | ------------------------- |
| 1                         | Rafael Garcia             | 4:0                       | 8:4                       | 263                       | 55                        | 4,78                      | 4,84                      | 23                        |
| 2                         | Freddie ter Braak         | 2:2                       | 6:4                       | 199                       | 48                        | 4,14                      | 5,26                      | 33                        |
| 3                         | Xavier Gretillat          | 0:4                       | 2:8                       | 161                       | 42                        | 3,83                      | –                         | 33                        |

| Abschlusstabelle Gruppe D | Abschlusstabelle Gruppe D | Abschlusstabelle Gruppe D | Abschlusstabelle Gruppe D | Abschlusstabelle Gruppe D | Abschlusstabelle Gruppe D | Abschlusstabelle Gruppe D | Abschlusstabelle Gruppe D | Abschlusstabelle Gruppe D |
| Platz                     | Name                      | MP                        | SP                        | Pkte                      | Aufn.                     | GD                        | BED                       | HS                        |
| ------------------------- | ------------------------- | ------------------------- | ------------------------- | ------------------------- | ------------------------- | ------------------------- | ------------------------- | ------------------------- |
| 1                         | Javier Arenaza            | 4:0                       | 8:4                       | 255                       | 54                        | 4,72                      | 6,90                      | 25                        |
| 2                         | Ferdinand Polman          | 2:2                       | 6:4                       | 220                       | 50                        | 4,40                      | 5,55                      | 29                        |
| 3                         | Arnim Kahofer             | 0:4                       | 2:8                       | 138                       | 38                        | 3,63                      | –                         | 30                        |

| Abschlusstabelle Gruppe E | Abschlusstabelle Gruppe E | Abschlusstabelle Gruppe E | Abschlusstabelle Gruppe E | Abschlusstabelle Gruppe E | Abschlusstabelle Gruppe E | Abschlusstabelle Gruppe E | Abschlusstabelle Gruppe E | Abschlusstabelle Gruppe E |
| Platz                     | Name                      | MP                        | SP                        | Pkte                      | Aufn.                     | GD                        | BED                       | HS                        |
| ------------------------- | ------------------------- | ------------------------- | ------------------------- | ------------------------- | ------------------------- | ------------------------- | ------------------------- | ------------------------- |
| 1                         | Michel van Silfhout       | 4:0                       | 8:4                       | 271                       | 52                        | 5,21                      | 5,26                      | 31                        |
| 2                         | Francisco Fortiana        | 2:2                       | 6:4                       | 224                       | 43                        | 5,20                      | 5,88                      | 33                        |
| 3                         | Lion de Leeuw             | 0:4                       | 2:8                       | 152                       | 42                        | 3,61                      | –                         | 25                        |

| Abschlusstabelle Gruppe F | Abschlusstabelle Gruppe F | Abschlusstabelle Gruppe F | Abschlusstabelle Gruppe F | Abschlusstabelle Gruppe F | Abschlusstabelle Gruppe F | Abschlusstabelle Gruppe F | Abschlusstabelle Gruppe F | Abschlusstabelle Gruppe F |
| Platz                     | Name                      | MP                        | SP                        | Pkte                      | Aufn.                     | GD                        | BED                       | HS                        |
| ------------------------- | ------------------------- | ------------------------- | ------------------------- | ------------------------- | ------------------------- | ------------------------- | ------------------------- | ------------------------- |
| 1                         | Axel Büscher              | 4:0                       | 8:0                       | 200                       | 36                        | 5,55                      | 5,88                      | 28                        |
| 2                         | Fabian Blondeel           | 2:2                       | 4:4                       | 160                       | 33                        | 4,84                      | 5,88                      | 34                        |
| 3                         | Frans Verstappen          | 0:4                       | 0:8                       | 134                       | 34                        | 3,94                      | –                         | 27                        |

| Abschlusstabelle Gruppe G | Abschlusstabelle Gruppe G | Abschlusstabelle Gruppe G | Abschlusstabelle Gruppe G | Abschlusstabelle Gruppe G | Abschlusstabelle Gruppe G | Abschlusstabelle Gruppe G | Abschlusstabelle Gruppe G | Abschlusstabelle Gruppe G |
| Platz                     | Name                      | MP                        | SP                        | Pkte                      | Aufn.                     | GD                        | BED                       | HS                        |
| ------------------------- | ------------------------- | ------------------------- | ------------------------- | ------------------------- | ------------------------- | ------------------------- | ------------------------- | ------------------------- |
| 1                         | Francis Forton            | 4:0                       | 8:2                       | 238                       | 42                        | 5,66                      | 7,66                      | 22                        |
| 2                         | Rini Mergens              | 2:2                       | 4:6                       | 162                       | 58                        | 2,79                      | 3,68                      | 19                        |
| 3                         | Michel Hikl               | 0:4                       | 4:8                       | 192                       | 52                        | 3,69                      | –                         | 19                        |

| Abschlusstabelle Gruppe H | Abschlusstabelle Gruppe H | Abschlusstabelle Gruppe H | Abschlusstabelle Gruppe H | Abschlusstabelle Gruppe H | Abschlusstabelle Gruppe H | Abschlusstabelle Gruppe H | Abschlusstabelle Gruppe H | Abschlusstabelle Gruppe H |
| Platz                     | Name                      | MP                        | SP                        | Pkte                      | Aufn.                     | GD                        | BED                       | HS                        |
| ------------------------- | ------------------------- | ------------------------- | ------------------------- | ------------------------- | ------------------------- | ------------------------- | ------------------------- | ------------------------- |
| 1                         | Dieter Großjung           | 2:2                       | 6:6                       | 238                       | 46                        | 5,17                      | 5,86                      | 34                        |
| 2                         | Patrick Niessen           | 2:2                       | 6:6                       | 218                       | 45                        | 4,84                      | 5,91                      | 27                        |

| Abschlusstabelle Gruppe I | Abschlusstabelle Gruppe I | Abschlusstabelle Gruppe I | Abschlusstabelle Gruppe I | Abschlusstabelle Gruppe I | Abschlusstabelle Gruppe I | Abschlusstabelle Gruppe I | Abschlusstabelle Gruppe I | Abschlusstabelle Gruppe I |
| Platz                     | Name                      | MP                        | SP                        | Pkte                      | Aufn.                     | GD                        | BED                       | HS                        |
| ------------------------- | ------------------------- | ------------------------- | ------------------------- | ------------------------- | ------------------------- | ------------------------- | ------------------------- | ------------------------- |
| 1                         | Jos Bongers               | 4:0                       | 8:2                       | 233                       | 39                        | 5,97                      | 14,28                     | 33                        |
| 2                         | Armin Grimm               | 2:2                       | 6:6                       | 253                       | 67                        | 3,77                      | 3,88                      | 23                        |
| 3                         | Michel Mikkelsen          | 0:4                       | 2:8                       | 147                       | 42                        | 3,50                      | –                         | 18                        |

## Hauptturnier

### Gruppenphase
| Abschlusstabelle Gruppe A | Abschlusstabelle Gruppe A | Abschlusstabelle Gruppe A | Abschlusstabelle Gruppe A | Abschlusstabelle Gruppe A | Abschlusstabelle Gruppe A | Abschlusstabelle Gruppe A | Abschlusstabelle Gruppe A | Abschlusstabelle Gruppe A |
| Platz                     | Name                      | MP                        | SP                        | Pkte                      | Aufn.                     | GD                        | BED                       | HS                        |
| ------------------------- | ------------------------- | ------------------------- | ------------------------- | ------------------------- | ------------------------- | ------------------------- | ------------------------- | ------------------------- |
| 1                         | Jos Bongers               | 6:0                       | 12:0                      | 450                       | 48                        | 9,37                      | 16,66                     | 61                        |
| 2                         | Wolfgang Zenkner          | 4:2                       | 8:4                       | 342                       | 54                        | 6,33                      | 9,37                      | 36                        |
| 3                         | Javier Arenaza            | 2:4                       | 4:10                      | 389                       | 77                        | 5,05                      | 6,90                      | 22                        |
| 4                         | Axel Büscher              | 0:6                       | 2:12                      | 261                       | 54                        | 4,83                      | –                         | 23                        |

| Abschlusstabelle Gruppe B | Abschlusstabelle Gruppe B | Abschlusstabelle Gruppe B | Abschlusstabelle Gruppe B | Abschlusstabelle Gruppe B | Abschlusstabelle Gruppe B | Abschlusstabelle Gruppe B | Abschlusstabelle Gruppe B | Abschlusstabelle Gruppe B |
| Platz                     | Name                      | MP                        | SP                        | Pkte                      | Aufn.                     | GD                        | BED                       | HS                        |
| ------------------------- | ------------------------- | ------------------------- | ------------------------- | ------------------------- | ------------------------- | ------------------------- | ------------------------- | ------------------------- |
| 1                         | Fonsy Grethen             | 6:0                       | 12:0                      | 450                       | 44                        | 10,22                     | 18,75                     | 69                        |
| 2                         | Martin Horn               | 4:2                       | 8:4                       | 332                       | 45                        | 7,37                      | 8,82                      | 30                        |
| 3                         | Francis Forton            | 2:4                       | 4:10                      | 376                       | 75                        | 5,01                      | 5,97                      | 23                        |
| 4                         | Uwe van den Berg          | 0:6                       | 2:12                      | 330                       | 68                        | 4,85                      | –                         | 19                        |

| Abschlusstabelle Gruppe C | Abschlusstabelle Gruppe C | Abschlusstabelle Gruppe C | Abschlusstabelle Gruppe C | Abschlusstabelle Gruppe C | Abschlusstabelle Gruppe C | Abschlusstabelle Gruppe C | Abschlusstabelle Gruppe C | Abschlusstabelle Gruppe C |
| Platz                     | Name                      | MP                        | SP                        | Pkte                      | Aufn.                     | GD                        | BED                       | HS                        |
| ------------------------- | ------------------------- | ------------------------- | ------------------------- | ------------------------- | ------------------------- | ------------------------- | ------------------------- | ------------------------- |
| 1                         | Peter de Backer           | 6:0                       | 12:2                      | 485                       | 66                        | 7,34                      | 10,00                     | 35                        |
| 2                         | Jean Paul de Bruijn       | 2:4                       | 6:8                       | 407                       | 62                        | 6,56                      | 10,00                     | 33                        |
| 3                         | Marc Massé                | 2:4                       | 6:10                      | 466                       | 60                        | 7,76                      | 9,43                      | 45                        |
| 4                         | Dieter Großjung           | 2:4                       | 6:10                      | 384                       | 81                        | 4,74                      | 5,72                      | 50                        |

| Abschlusstabelle Gruppe D | Abschlusstabelle Gruppe D | Abschlusstabelle Gruppe D | Abschlusstabelle Gruppe D | Abschlusstabelle Gruppe D | Abschlusstabelle Gruppe D | Abschlusstabelle Gruppe D | Abschlusstabelle Gruppe D | Abschlusstabelle Gruppe D |
| Platz                     | Name                      | MP                        | SP                        | Pkte                      | Aufn.                     | GD                        | BED                       | HS                        |
| ------------------------- | ------------------------- | ------------------------- | ------------------------- | ------------------------- | ------------------------- | ------------------------- | ------------------------- | ------------------------- |
| 1                         | Stephan Horvath           | 4:2                       | 10:6                      | 529                       | 81                        | 6,53                      | 6,52                      | 54                        |
| 2                         | Rafael Garcia             | 4:2                       | 8:6                       | 458                       | 68                        | 6,73                      | 8,53                      | 54                        |
| 3                         | Piet Adrichem             | 2:4                       | 6:8                       | 469                       | 73                        | 6,42                      | 7,89                      | 31                        |
| 4                         | Michel van Silfhout       | 2:4                       | 6:10                      | 408                       | 87                        | 4,68                      | 4,84                      | 27                        |

### KO-Phase
Im Folgenden ist der Turnierbaum der Finalrunde aufgelistet. Legende: SP/Pkte/Aufn/ED/HS
|  | Viertelfinale 2 GS bis 75 Punkte | Viertelfinale 2 GS bis 75 Punkte | Viertelfinale 2 GS bis 75 Punkte | Viertelfinale 2 GS bis 75 Punkte | Viertelfinale 2 GS bis 75 Punkte | Viertelfinale 2 GS bis 75 Punkte |                     |                 | Halbfinale 2 GS bis 75 Punkte | Halbfinale 2 GS bis 75 Punkte | Halbfinale 2 GS bis 75 Punkte | Halbfinale 2 GS bis 75 Punkte | Halbfinale 2 GS bis 75 Punkte | Halbfinale 2 GS bis 75 Punkte |      |       | Finale 2 GS bis 75 Punkte | Finale 2 GS bis 75 Punkte | Finale 2 GS bis 75 Punkte | Finale 2 GS bis 75 Punkte | Finale 2 GS bis 75 Punkte | Finale 2 GS bis 75 Punkte |
|  |                                  |                                  |                                  |                                  |                                  |                                  |                     |                 |                               |                               |                               |                               |                               |                               |      |       |                           |                           |                           |                           |                           |                           |
|  |                                  | SP                               | Pkt.                             | Aufn.                            | GD                               | HS                               |                     |                 |                               |                               |                               |                               |                               |                               |      |       |                           |                           |                           |                           |                           |                           |
|  |                                  | SP                               | Pkt.                             | Aufn.                            | GD                               | HS                               |                     |                 |                               |                               |                               |                               |                               |                               |      |       |                           |                           |                           |                           |                           |                           |
|  | Fonsy Grethen                    | 2                                | 111                              | 17                               | 6,52                             | 50                               |                     |                 |                               |                               |                               |                               |                               |                               |      |       |                           |                           |                           |                           |                           |                           |
|  | Fonsy Grethen                    | 2                                | 111                              | 17                               | 6,52                             | 50                               |                     | SP              | Pkt.                          | Aufn.                         | GD                            | HS                            |                               |                               |      |       |                           |                           |                           |                           |                           |                           |
|  | Jean Paul de Bruijn              | 4                                | 150                              | 17                               | 8,82                             | 51                               |                     | SP              | Pkt.                          | Aufn.                         | GD                            | HS                            |                               |                               |      |       |                           |                           |                           |                           |                           |                           |
|  | Jean Paul de Bruijn              | 4                                | 150                              | 17                               | 8,82                             | 51                               | Jean Paul de Bruijn | 2               | 201                           | 21                            | 9,57                          | 47                            |                               |                               |      |       |                           |                           |                           |                           |                           |                           |
|  |                                  | SP                               | Pkt.                             | Aufn.                            | GD                               | HS                               | Jean Paul de Bruijn | 2               | 201                           | 21                            | 9,57                          | 47                            |                               |                               |      |       |                           |                           |                           |                           |                           |                           |
|  |                                  | SP                               | Pkt.                             | Aufn.                            | GD                               | HS                               |                     | Stephan Horvath | 4                             | 195                           | 22                            | 8,86                          | 35                            |                               |      |       |                           |                           |                           |                           |                           |                           |
|  | Stephan Horvath                  | 4                                | 224                              | 27                               | 8,29                             | 47                               |                     | Stephan Horvath | 4                             | 195                           | 22                            | 8,86                          | 35                            |                               |      |       |                           |                           |                           |                           |                           |                           |
|  | Stephan Horvath                  | 4                                | 224                              | 27                               | 8,29                             | 47                               |                     |                 |                               |                               |                               |                               |                               | SP                            | Pkt. | Aufn. | GD                        | HS                        |                           |                           |                           |                           |
|  | Martin Horn                      | 2                                | 219                              | 26                               | 8,42                             | 36                               |                     |                 |                               |                               |                               |                               |                               | SP                            | Pkt. | Aufn. | GD                        | HS                        |                           |                           |                           |                           |
|  | Martin Horn                      | 2                                | 219                              | 26                               | 8,42                             | 36                               | Stephan Horvath     | 4               | 176                           | 33                            | 5,33                          | 25                            |                               |                               |      |       |                           |                           |                           |                           |                           |                           |
|  |                                  | SP                               | Pkt.                             | Aufn.                            | GD                               | HS                               | Stephan Horvath     | 4               | 176                           | 33                            | 5,33                          | 25                            |                               |                               |      |       |                           |                           |                           |                           |                           |                           |
|  |                                  | SP                               | Pkt.                             | Aufn.                            | GD                               | HS                               |                     | Jos Bongers     | 2                             | 173                           | 32                            | 5,40                          | 33                            |                               |      |       |                           |                           |                           |                           |                           |                           |
|  | Peter de Backer                  | 4                                | 220                              | 36                               | 6,11                             | 29                               |                     | Jos Bongers     | 2                             | 173                           | 32                            | 5,40                          | 33                            |                               |      |       |                           |                           |                           |                           |                           |                           |
|  | Peter de Backer                  | 4                                | 220                              | 36                               | 6,11                             | 29                               |                     | SP              | Pkt.                          | Aufn.                         | GD                            | HS                            |                               |                               |      |       |                           |                           |                           |                           |                           |                           |
|  | Wolfgang Zenkner                 | 2                                | 163                              | 36                               | 4,52                             | 34                               |                     | SP              | Pkt.                          | Aufn.                         | GD                            | HS                            |                               |                               |      |       |                           |                           |                           |                           |                           |                           |
|  | Wolfgang Zenkner                 | 2                                | 163                              | 36                               | 4,52                             | 34                               | Peter de Backer     | 0               | 78                            | 14                            | 5,57                          | 30                            |                               |                               |      |       |                           |                           |                           |                           |                           |                           |
|  |                                  | SP                               | Pkt.                             | Aufn.                            | GD                               | HS                               | Peter de Backer     | 0               | 78                            | 14                            | 5,57                          | 30                            |                               |                               |      |       |                           |                           |                           |                           |                           |                           |
|  |                                  | SP                               | Pkt.                             | Aufn.                            | GD                               | HS                               |                     | Jos Bongers     | 4                             | 150                           | 15                            | 10,00                         | 34                            |                               |      |       |                           |                           |                           |                           |                           |                           |
|  | Jos Bongers                      | 4                                | 150                              | 25                               | 6,00                             | 47                               |                     | Jos Bongers     | 4                             | 150                           | 15                            | 10,00                         | 34                            |                               |      |       |                           |                           |                           |                           |                           |                           |
|  | Jos Bongers                      | 4                                | 150                              | 25                               | 6,00                             | 47                               |                     |                 |                               |                               |                               |                               |                               |                               |      |       |                           |                           |                           |                           |                           |                           |
|  | Rafael Garcia                    | 0                                | 130                              | 24                               | 5,41                             | 33                               |                     |                 |                               |                               |                               |                               |                               |                               |      |       |                           |                           |                           |                           |                           |                           |
|  | Rafael Garcia                    | 0                                | 130                              | 24                               | 5,41                             | 33                               |                     |                 |                               |                               |                               |                               |                               |                               |      |       |                           |                           |                           |                           |                           |                           |

## Abschlusstabelle
| MP    | Match Points (Sieger = 2; Unentschieden = 1; Verlierer = 0) |
| Pkte. | Erzielte Karambolagen                                       |
| Aufn. | Benötigte Versuche                                          |
| GD    | Generaldurchschnitt                                         |
| BED   | Bester Einzeldurchschnitt eines Spielers                    |
| HS    | Höchstserie                                                 |
|       | Bester GD des Turniers                                      |
|       | Bester ED des Turniers                                      |
|       | Beste HS des Turniers                                       |
|       | 1. Platz (Gold)                                             |
|       | 2. Platz (Silber)                                           |
|       | 3. Platz (Bronze)                                           |

| Phase                               | Platz | Name                | MP   | SP    | Pkte | Aufn. | GD   | BED   | HS |
| ----------------------------------- | ----- | ------------------- | ---- | ----- | ---- | ----- | ---- | ----- | -- |
| Finale                              | 1     | Stephan Horvath     | 10:2 | 22:12 | 1124 | 163   | 6,89 | 8,86  | 54 |
| Finale                              | 2     | Jos Bongers         | 10:2 | 22:4  | 923  | 120   | 7,69 | 16,66 | 61 |
| Halb- finale                        | 3     | Peter de Backer     | 8:2  | 16:8  | 783  | 116   | 6,75 | 10,00 | 35 |
| Halb- finale                        | 3     | Jean Paul de Bruijn | 4:6  | 12:14 | 758  | 100   | 7,58 | 10,00 | 51 |
| Viertel- finale                     | 5     | Fonsy Grethen       | 6:2  | 14:4  | 561  | 61    | 9,19 | 18,75 | 69 |
| Viertel- finale                     | 6     | Martin Horn         | 4:4  | 10:8  | 551  | 71    | 7,76 | 8,82  | 36 |
| Viertel- finale                     | 7     | Wolfgang Zenkner    | 4:4  | 10:8  | 505  | 90    | 5,61 | 9,37  | 36 |
| Viertel- finale                     | 8     | Rafael Garcia       | 4:4  | 8:10  | 588  | 92    | 6,39 | 8,53  | 54 |
| Gruppen- phase                      | 9     | Piet Adrichem       | 2:4  | 6:8   | 469  | 73    | 6,42 | 7,89  | 31 |
| Gruppen- phase                      | 10    | Marc Massé          | 2:4  | 6:10  | 466  | 60    | 7,76 | 9,43  | 45 |
| Gruppen- phase                      | 11    | Javier Arenaza      | 2:4  | 4:10  | 389  | 77    | 5,05 | 6,90  | 22 |
| Gruppen- phase                      | 12    | Francis Forton      | 2:4  | 4:10  | 376  | 75    | 5,01 | 5,97  | 23 |
| Gruppen- phase                      | 13    | Dieter Großjung     | 2:4  | 6:10  | 384  | 81    | 4,74 | 5,72  | 50 |
| Gruppen- phase                      | 14    | Michel van Silfhout | 2:4  | 6:10  | 408  | 87    | 4,68 | 4,84  | 27 |
| Gruppen- phase                      | 15    | Uwe van den Berg    | 0:6  | 2:12  | 330  | 68    | 4,85 | –     | 19 |
| Gruppen- phase                      | 16    | Axel Büscher        | 0:6  | 2:12  | 261  | 54    | 4,83 | –     | 23 |
| Turnierdurchschnitt: Endrunde: 6,39 |       |                     |      |       |      |       |      |       |    |